# Грађанска кућа у Ул. Др Тихомира Ђорђевића 16 у Алексинцу
Грађанска кућа у Ул. Др Тихомира Ђорђевића 16 се налази у Алексинцу. Саграђена је у 1932. године и представља непокретно културно добро као споменик културе Србије.  

## Опште информације
Објекат је лоциран у оквиру ширег градског језгра. Саграђена је 1932. године као зграда за становање у власништву породице адвоката Ивановића, према пројекту бироа чији су власници били арх. Фр. Патачек и О. Адам из Ниша. Кућа се састоји из приземља и спрата, као и подрума у једном делу зграде, тако да се стамбени простор одвија у потпуности кроз обе етаже, а све просторије по етажама групишу се око просторног, централног спратног хола са дрвеним степеништем. На фасади са јужне стране кроз обе етаже јављају се терасе, повезане са просторијама за одмор. У спољњој архитектури осећа се у потпуности утицај модернизма, без присуства класичних стилских примеса и декорација, али са декорацијом која је одговарала духу тог времена.
Уписана је у регистар Завода за заштиту споменика културе Ниш 1985. године.